# 보후현

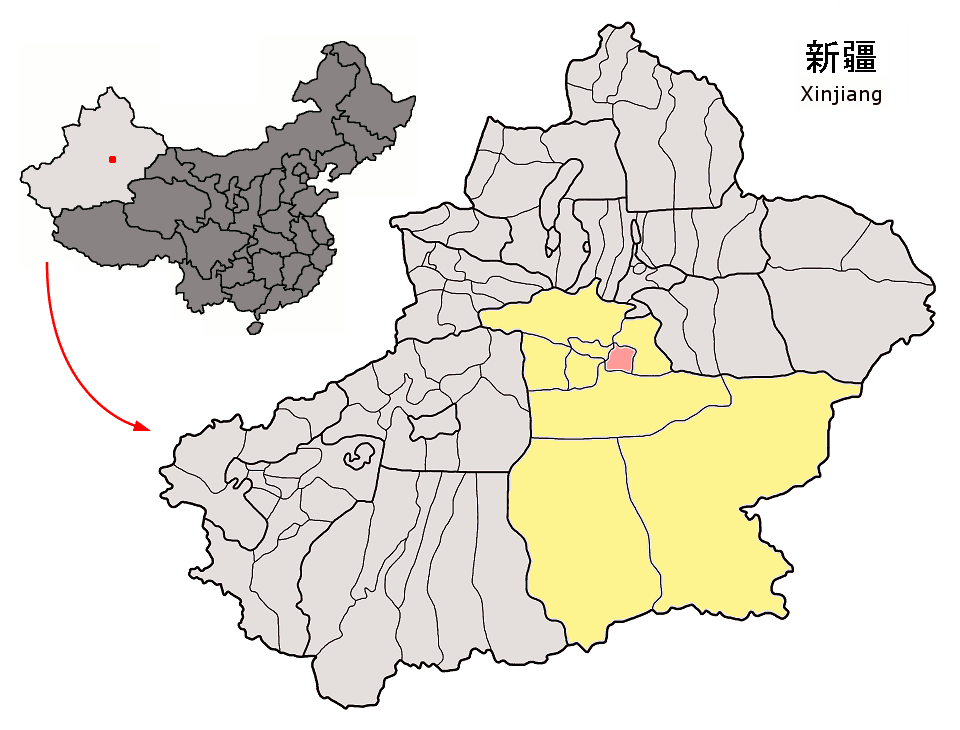
바그라슈 현의 위치

보후현(위구르어: باغراش ناھىيىسى 바그라슈 현, 중국어: 博湖县, 병음: Bóhú Xiàn)은 신장 위구르 자치구 바인궈렁 몽골 자치주의 현급 행정구역이다. 넓이는 3597km2이고, 인구는 2007년 기준으로 60,000명이다.

## 행정 구역
2개 진, 5개 향을 관할한다.
- 진: 博湖镇, 本布图镇.
- 향: 塔温觉肯乡, 乌兰再格森乡, 才坎诺尔乡, 查干诺尔乡, 博斯腾湖乡.